# 에이전트 47

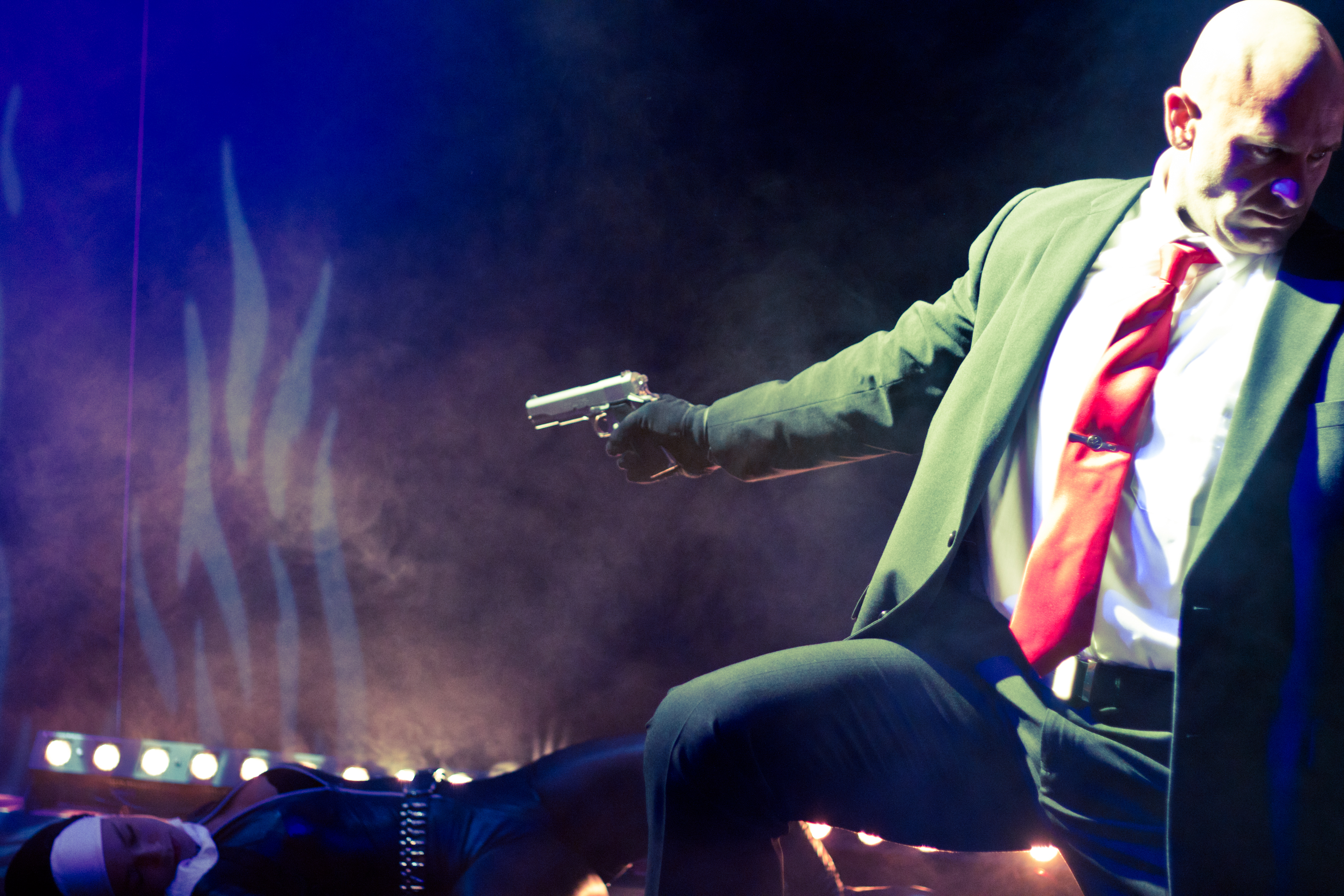

에이전트 47(Agent 47)는 덴마크의 게임 회사 IO 인터랙티브가 개발한 게임 시리즈 《히트맨》의 남자 주인공이다. 6개의 게임 작품과 2개의 소설 《히트맨: 댐네이션》과 《히트맨: 내부의 적》에 등장한다. 2007년 영화화 작품 《히트맨》에서는 티머시 올리펀트가 연기를 하였으며, 2015년 공개될 예정인 《히트맨: 에이전트 47》에서는 루퍼트 프렌드가 연기했다.